# Wilczy pęd
Wilczy pęd – dziewiąty album studyjny polskiej piosenkarki Patrycji Markowskiej. Wydawnictwo ukazało się 20 maja 2022 roku nakładem wytwórni Agora.
Album zadebiutował na 19. miejscu polskiej listy sprzedaży OLiS.

## Lista utworów
Opracowano na podstawie materiału źródłowego
| Nr  | Tytuł utworu                                                            | Długość |
| --- | ----------------------------------------------------------------------- | ------- |
| 1.  | „Niepoprawna”                                                           | 3:07    |
| 2.  | „Wodospady”                                                             | 3:18    |
| 3.  | „Na zakończenie dnia” (feat. Dawid Karpiuk)                             | 3:19    |
| 4.  | „Wilczy pęd”                                                            | 3:38    |
| 5.  | „Bezczas”                                                               | 5:47    |
| 6.  | „Smycz”                                                                 | 3:24    |
| 7.  | „Aż do rana” (feat. Robert Gawliński)                                   | 3:54    |
| 8.  | „Jestem tu by krzyczeć”                                                 | 3:00    |
| 9.  | „Jestem”                                                                | 3:41    |
| 10. | „Kieszenie” (feat. Grzegorz Markowski)                                  | 3:03    |
| 11. | „Pod wiatr”                                                             | 3:33    |
| 12. | „Więcej” (feat. L.U.C., Bisz, Grzegorz Markowski, Rebel Babel Ensamble) | 4:16    |
|     |                                                                         | 44:00   |

## Pozycja na liście sprzedaży
| Kraj   | Lista sprzedaży (2017)    | Najwyższa pozycja |
| ------ | ------------------------- | ----------------- |
| Polska | Oficjalna Lista Sprzedaży | 19                |